# Leptodrassex
Leptodrassex Murphy, 2007 è un genere di ragni appartenente alla famiglia Gnaphosidae.

## Distribuzione
Le 4 specie note di questo genere sono state reperite nella ecozona paleartica: la specie dall'areale più vasto è la L. memorialis, reperita in Russia, Ucraina, Kazakistan, Pakistan e Mongolia.

## Tassonomia
Le caratteristiche di questo genere sono state determinate sulla base delle analisi effettuate sugli esemplari di Leptodrassus simoni Dalmas, 1919.
Non sono stati esaminati esemplari di questo genere dal 2014.
Attualmente, a ottobre 2015, si compone di 4 specie:
- Leptodrassex algericus (Dalmas, 1919) — Algeria
- Leptodrassex hylaestomachi (Berland, 1934) — Isole Canarie
- Leptodrassex memorialis (Spassky, 1940) — Russia, Ucraina, Kazakistan, Pakistan e Mongolia
- Leptodrassex simoni Dalmas, 1919[2] — Portogallo, Spagna, Francia, Libano